# Alkmaarklasse
De Alkmaarklasse is een serie van oorspronkelijk vijftien mijnenjagers van de Koninklijke Marine. Anno 2012 zijn er nog zes in dienst. De Alkmaarklasse is het resultaat van verregaande samenwerking met de Belgische en Franse Marine in de jaren zeventig. De serie schepen staat dan ook bekend als tripartite mijnenjager. Schepen van dit type werden ook in België (Flower- of Bellisklasse - tien schepen) en Frankrijk (Eridanklasse - vijftien schepen) gebouwd.

## Bouw en ontwerp
Het ontwerp was in die periode tamelijk revolutionair. De eerste mijnenvegers in het begin van de 20e eeuw werden nog van staal gebouwd, maar door de opkomst van magnetische zeemijnen was staal niet langer bruikbaar. Tot in de jaren zestig was hout het materiaal waarmee mijnenbestrijdingsvaartuigen gebouwd werden. Voor zover metalen noodzakelijk waren, werd zo veel mogelijk gebruikgemaakt van aluminium en brons.
Voor de tri-partite mijnenjagers werd echter gekozen voor een romp van glasvezelversterkt polyester, onderhoudsarm en sterker dan staal. Een nadeel van polyester is echter dat reparaties aan de romp vrijwel niet zijn uit te voeren (een reden waarom hout als materiaal voor mijnenvegers nog altijd niet in onbruik is geraakt) en dat de schepen niet verlengd kunnen worden.

## Taken en uitrusting
De schepen van de Alkmaarklasse zijn mijnenjagers, dat wil zeggen dat ze actief mijnen zoeken met behulp van sonar en onderwatercamera's. De zeemijnen worden onschadelijk gemaakt door duikers, die een springlading aanbrengen of met een onderwaterrobot. De PAP (Poisson Autopropulsé, een Franse onderwaterrobot) wordt thans vervangen door een modern toestel. De schepen zijn verder bewapend met een 20mm-L73 GIAT mitrailleur. Deze worden vervangen door drie Browning 12,7mm (0.50 inch) machinegeweren. De sensoren zijn van het type Decca TM 1229C navigatieradar, DUBM 21 B sonar.

## Schepen
| schip          | naamsein | in dienst | uit dienst |
| -------------- | -------- | --------- | ---------- |
| Alkmaar        | M850     | 1983      | 2000       |
| Delfzijl       | M851     | 1983      | 2000       |
| Dordrecht      | M852     | 1983      | 2000       |
| Haarlem        | M853     | 1984      | 2011       |
| Harlingen      | M854     | 1984      | 2000       |
| Scheveningen   | M855     | 1984      | 2002       |
| Maassluis      | M856     | 1984      | 2011       |
| Makkum         | M857     | 1985      | 2024       |
| Middelburg     | M858     | 1986      | 2011       |
| Hellevoetsluis | M859     | 1987      | 2011       |
| Schiedam       | M860     | 1986      |            |
| Urk            | M861     | 1986      | 2022       |
| Zierikzee      | M862     | 1987      |            |
| Vlaardingen    | M863     | 1989      | 2024       |
| Willemstad     | M864     | 1989      |            |

## Verkopen
Nog tijdens de bouw werden twee schepen aan Indonesië verkocht, waarna een zestiende en zeventiende schip voor de Koninklijke Marine op stapel werden gezet.
Op 24 augustus 2005 werd overeenstemming bereikt met Letland over de verkoop van vijf schepen aan dat land. Het betreft de Alkmaar, Delfzijl, Dordrecht, Harlingen en Scheveningen. De waarde van het contract is € 57 miljoen.
Overgedragen in 2007:
- Harlingen thans LVNS Imanta (M-04)
- Scheveningen thans LVNS Viesturs (M-05)

Overgedragen in 2008:
- Dordrecht thans LVNS Talivaldis (M-06)
- Delfzijl thans LVNS Visvaldis (M-07)

Overgedragen in 2010:
- Alkmaar thans LVNS Rūsiņš (M-08)

De Maassluis en Hellevoetsluis werden in 2020 overgedragen aan Bulgarije na verkoop  voor € 2 miljoen.
- Maassluis thans Mesta (31)
- Hellevoetsluis thans Struma (33)

De Haarlem en Middelburg werden in 2022 overgedragen aan Pakistan.
In 2024 werden de Makkum en Vlaardingen aangeboden als donatie aan Oekraïne.

## Opvolger
De vaartuigen van de Alkmaarklasse zijn meer dan 30 jaar oud en naderen het eind van hun levensduur. In maart 2019 werd bekend dat de nieuwe mijnenbestrijdingsvaartuigen  nl. de Vlissingenklasse worden gebouwd door een consortium onder leiding van de Franse Naval Group. De nieuwe vaartuigen komen tussen 2025 en 2030 in de vaart. De kosten voor de zes Nederlandse schepen is € 883,3 miljoen. De Nederlandse en Belgische marine werken al 70 jaar samen en hebben reeds identieke mijnenbestrijdingsvaartuigen en de oefeningen zijn op elkaar afgestemd. België heeft ook zes schepen aangeschaft.